# Bezgovica (gmina Osilnica)
Bezgovica – wieś w Słowenii, w gminie Osilnica. W 2018 roku liczyła 11 mieszkańców.